# Bådan
Bådan is een Zweedse zandbank behorend tot de Lule-archipel. Het eiland ligt aan de oostgrens van de archipel, nabij de grens met de Kalix-archipel, halverwege Båtön en Båtöharun. Het eiland heeft geen oeververbinding en is onbebouwd.